# Bright as Blasphemy
Bright as Blasphemy es el décimo álbum de estudio de la banda estadounidense Chevelle, lanzado el 15 de agosto de 2025 a través de Alchemy Recordings. Es el primer álbum de la banda desde Niratias (2021) y su primer lanzamiento tras su salida de Epic Records.

## Antecedentes
En junio de 2022, Chevelle anunció que planeaba grabar su décimo álbum de estudio en noviembre o diciembre y lanzarlo en 2023. En varias entrevistas, el baterista Sam Loeffler describió el proceso de composición como "tortuoso", comparándolo con "arrancarse el pelo y luego intentar volver a ponérselo". El álbum fue autoproducido por Pete y Sam Loeffler, lo que marca un cambio de rumbo respecto a su larga colaboración con Joe Barresi en la producción de sus álbumes, con la asistencia del bajista de gira Kemble Walters en la ingeniería.
En julio de 2024, Chevelle firmó con Alchemy Recordings, un nuevo sello fundado por Danny Wimmer y Dino Paredes. Este cambio se interpretó como un regreso a un ambiente más independiente y colaborativo, y la banda destacó un ambiente positivo y centrado en los músicos. La banda también anunció sus planes de lanzar el álbum en septiembre u octubre de 2024. Posteriormente, el álbum se retrasó hasta 2025.

## Lanzamiento y promoción
El sencillo principal del álbum, "Rabbit Hole (Cowards, Pt. 1)", se lanzó el 25 de marzo de 2025. El video musical se estrenó el 14 de mayo. El segundo sencillo, "Jim Jones (Cowards, Pt. 2)", se lanzó el 28 de mayo. Ese mismo día, la banda anunció oficialmente el título del álbum y su fecha de lanzamiento: el 15 de agosto de 2025.
Para promocionar el álbum, Chevelle se embarcará en una gira de 38 fechas por Norteamérica como cabeza de cartel, que comenzará el 7 de agosto de 2025, con la colaboración de Asking Alexandria y Dead Poet Society, y finalizará el 2 de octubre.

## Lista de canciones
Toda la música compuesta por Chevelle. 
| N.º | Título                            | Duración |  |
| 1.  | «Pale Horse»                      | 4:37     |  |
| 2.  | «Rabbit Hole (Cowards, Pt. 1)»    | 4:09     |  |
| 3.  | «Jim Jones (Cowards, Pt. 2)»      | 5:09     |  |
| 4.  | «Hallucinations»                  | 4:22     |  |
| 5.  | «Wolves (Love & Light)»           | 4:43     |  |
| 6.  | «Karma Goddess»                   | 4:11     |  |
| 7.  | «Blood Out in the Fields»         | 3:34     |  |
| 8.  | «AI Phobias»                      | 3:37     |  |
| 9.  | «Shocked at the End of the World» | 4:55     |  |

## Personal
Chevelle
- Pete Loeffler - Guitarra, bajo y voz
- Sam Loeffler - Batería